# Kalasha (Chitral)
Los Kalash, kalās o kalasha son un poblado indígena que habita en el noroeste de Pakistán, en los valles de Rumbur, Bumburet y Birir correspondientes al distrito de Chitral. Se trata de un pueblo indoario indígena de la región del Asia del Sur, con sus antepasados migrando al valle de Chitral desde otro lugar posiblemente más al sur, que los Kalash llaman "Tsiyam" en sus canciones populares y epopeyas.

## Cultura
La cultura del pueblo Kalash es única y difiere en muchos aspectos de los muchos grupos étnicos islámicos contemporáneos que los rodean en el noroeste de Pakistán. Son monoteístas y la naturaleza juega un papel muy significativo y espiritual en su vida diaria. Como parte de su tradición religiosa, se ofrecen sacrificios y se realizan fiestas para agradecer los abundantes recursos de sus tres valles. Kalasha Desh (los tres valles de Kalash) se compone de dos áreas culturales distintas, los valles de Rumbur y Bumburet forman una, y el valle de Birir la otra; siendo la más tradicional de las dos.

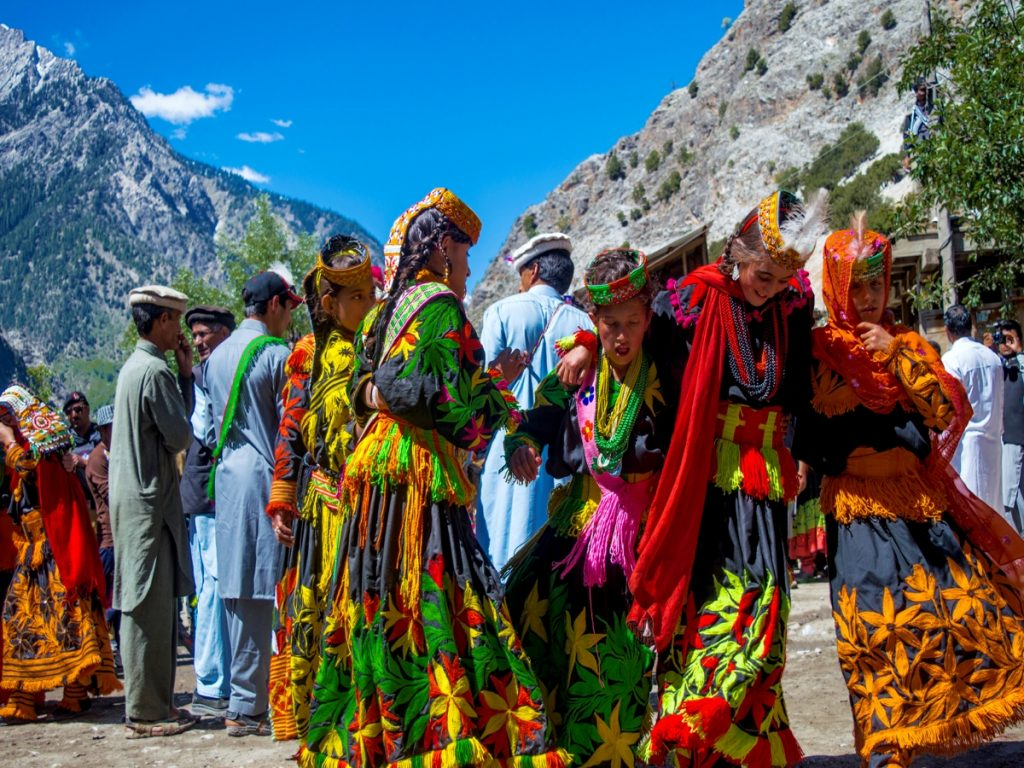
Danza folclórica Kalash durante las celebraciones.

## Religión
El pueblo Kalash es principalmente practicante de la religión Kalash tradicional, que algunos observadores etiquetan como animismo sin embargo, una minoría considerable se ha convertido al Islam. Según el filólogo alemán Michael Witzel, la religión Kalash tradicional comparte "muchos de los rasgos de los mitos, los rituales, la sociedad y se hace eco de muchos aspectos de la religión Rigvédica". La cultura y el sistema de creencias de Kalash difieren de los diversos grupos étnicos que los rodean, pero son similares a los que practicaban los nuristanis vecinos en el noreste de Afganistán antes de su conversión al Islam.
Varios escritores han descrito la fe a la que se adhieren los Kalash de diferentes maneras. M. Witzel describe las influencias pre-védicas y védicas en la forma del hinduismo antiguo al que se adhiere el Kalash.

## Historia

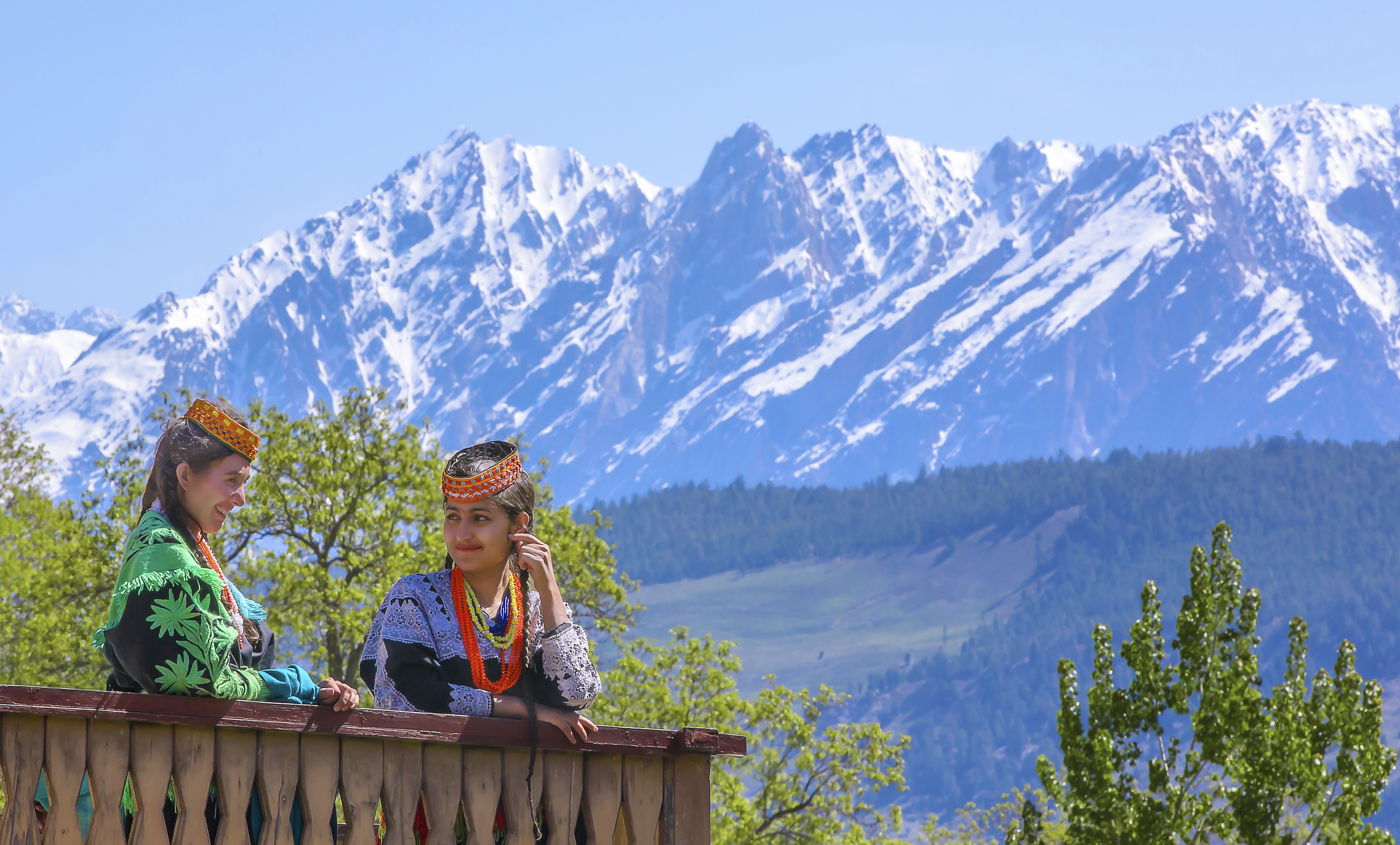
Chicas Kalash en el Valle del Birir.

Los Kalash son un pueblo indígena de la región del Asia del Sur, con sus antepasados migrando al valle de Chitral desde otro lugar posiblemente más al sur, que los Kalash llaman "Tsiyam" en sus canciones populares y epopeyas.
Los Kalash fueron gobernados por el Mehtar o el gobernador de Chitral desde el siglo XVIII en adelante. Han disfrutado de una relación cordial con el principal grupo étnico de Chitral, los kho, que son musulmanes sunitas e ismaelitas. El estado multiétnico y multirreligioso de Chitral aseguró que los kalash pudieran vivir en paz y armonía y practicar su cultura y religión. Los Kalasha estaban protegidos por los Chitralis de las incursiones afganas, quienes generalmente tampoco permitían misioneros en Kalash. Permitieron que los Kalasha se encargaran de sus asuntos por sí mismos. Los Nuristanis, sus vecinos en la región del antiguo Kafiristán al oeste de la frontera, fueron convertidos al Islam por el emir Abdur-Rahman de Afganistán en la década de 1890 y su tierra pasó a llamarse Nuristán. Antes de ese evento, la gente de Kafiristán había rendido tributo al Mehtar de Chitral y había aceptado su soberanía. Esto llegó a su fin con el Acuerdo de Durand cuando Kafiristán cayó bajo la esfera de influencia afgana. 
En 2017, Wazir Zada se convirtió en el primer hombre de Kalasha en ganar un escaño en la Asamblea Provincial de Khyber Pakhtunkhwa. Se convirtió en miembro de la Asamblea Provincial (AP) en un asiento reservado a la minoría.
En noviembre de 2019, el pueblo Kalash recibió la visita del duque y la duquesa de Cambridge, como parte de su gira por Pakistán, y allí presenciaron un espectáculo de danza tradicional.